# Thổ dân châu Mỹ
Các dân tộc bản địa châu Mỹ (thổ dân châu Mỹ hay người Anh-điêng, ở Việt Nam còn gọi là người da đỏ để chỉ dân bản địa ở Hoa Kỳ mà bắt nguồn từ danh từ tiếng Anh "redskin" dù màu da của họ không thực sự đỏ) là các nhóm cư dân tiên khởi của Mỹ châu lục địa trước khi người châu Âu khám phá ra đại lục này vào cuối thế kỷ 15 (được gọi là thời kỳ tiền Colombo).
Hầu hết các dân tộc bản địa châu Mỹ là các nhóm săn bắn hái lượm và hiện vẫn còn nhiều dân tộc giữ tập quán này, đặc biệt là ở lưu vực sông Amazon. Tuy vậy, cũng có nhiều dân tộc khác có nền nuôi trồng thủy sản và nông nghiệp phát triển. Không những thế, còn có những xã hội bản địa kết hợp cả trồng trọt lẫn săn bắn và hái lượm. Ở một số vùng, các dân tộc bản địa đã phát triển thành những nền văn minh rực rỡ, xây dựng các công trình kiến trúc hoành tráng, sáng lập các thành bang, vương quốc và đế quốc có tổ chức đồ sộ. Một số đạt được những thành tựu văn hóa-khoa học ở nhiều lĩnh vực khác nhau như: kỹ thuật, kiến trúc, toán học, thiên văn học, chữ viết, vật lý, y học, trồng trọt, thủy lợi, địa chất, khai thác mỏ, luyện kim, điêu khắc và đúc vàng.
Nhiều khu vực tại Châu Mỹ hiện nay vẫn còn được định cư bởi các dân tộc gốc. Các đất nước có dân số bản địa đáng kể bao gồm: Bolivia, Canada, Ecuador, Guatemala, Mexico, Peru và Hoa Kỳ. Các nhà ngôn học ước tính rằng có tới hơn 1.000 ngôn ngữ bản địa khác nhau được nói ở Châu Mỹ. Một số ngôn ngữ, chẳng hạn như ngữ hệ Quechua, tiếng Aymara, tiếng Guaraní, ngữ hệ Maya hay tiếng Nahuatl, có số người nói lên đến hàng triệu. Nhiều dân tộc bản địa hiện vẫn tiếp tục duy trì và bảo tồn các khía cạnh của văn hóa của họ, bao gồm tôn giáo, tổ chức xã hội và tập quán tự cung tự cấp. Nhiều dân tộc bản địa dung hòa văn hóa của họ với văn hóa hiện đại, một số khác thì vẫn sống tương đối tách biệt khỏi văn hóa phương Tây và một số ít còn được coi là các dân tộc chưa tiếp xúc.

## Thuật ngữ

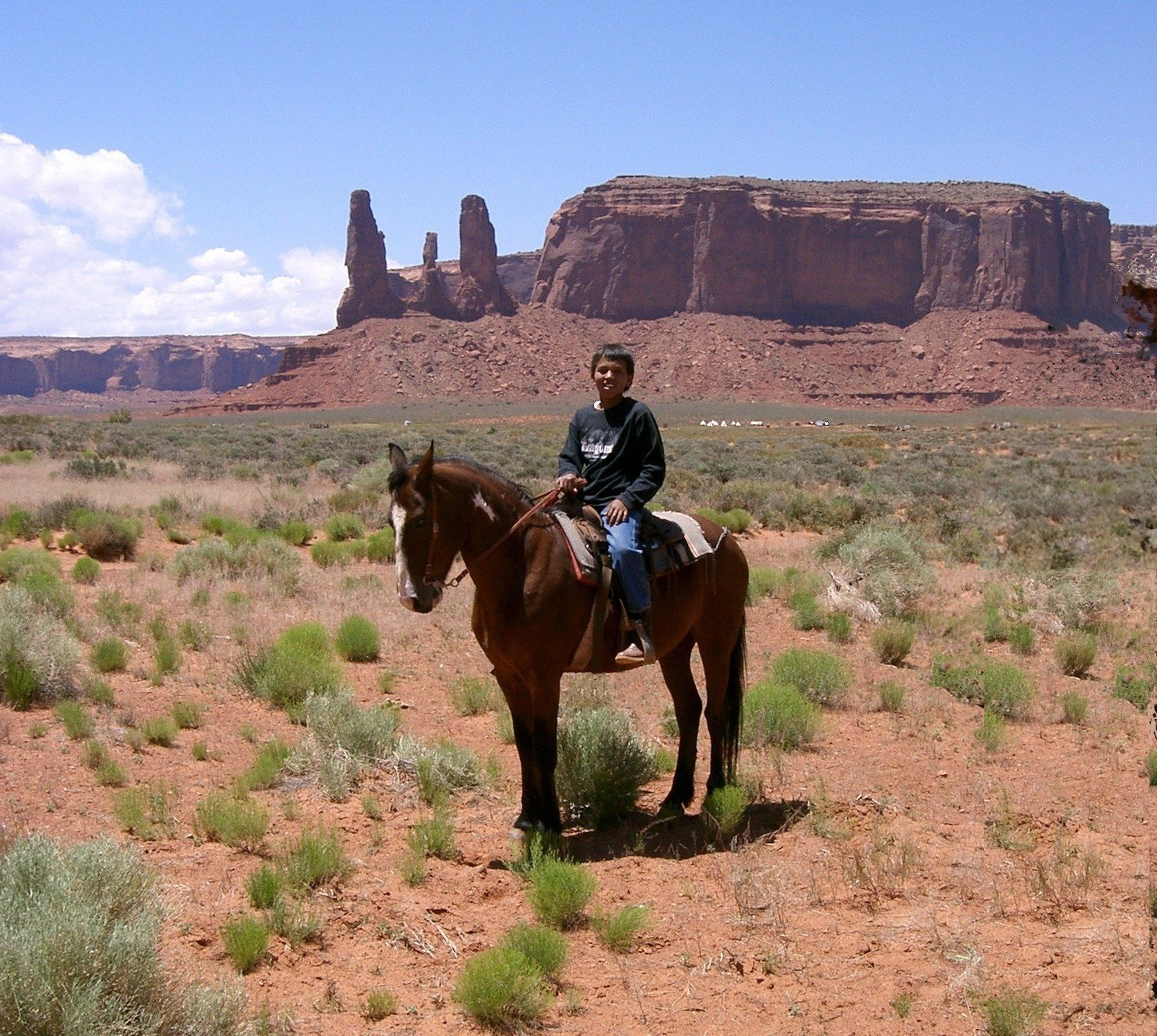
Một cậu bé người Dineh tại hoang mạc Chihuahua, Mexico.

Thuật ngữ "người Anh-điêng" (phiên âm từ tiếng Anh: Indians) bắt nguồn từ các chuyến thám hiểm của Christopher Columbus; ông ban đầu lầm tưởng là đã đổ bộ lên một đảo nào đó ở Đông Ấn (India) nhưng thực chất là một châu lục hoàn toàn mới. Sau này, những hòn đảo đó được biết đến với tên thông tục là "Tây Ấn". Điều này làm nảy sinh thuật ngữ chung chung "Indies" và "Indians" (tiếng Tây Ban Nha: indios; tiếng Bồ Đào Nha: índios; tiếng Pháp: indiens; tiếng Hà Lan: indianen) để chỉ cư dân bản địa, ngụ ý một sự thống nhất về chủng tộc văn hóa giữa các dân tộc bản địa của Châu Mỹ. (Tất nhiên, đây chỉ là quan điểm của thực dân châu Âu, chứ người bản địa châu Mỹ chưa từng thống nhất về mặt chủng tộc hay văn hóa) Quan niệm thống nhất này, được hệ thống hóa về luật pháp, tôn giáo và chính trị, ban đầu không được chấp nhận bởi nhiều nhóm dân bản địa, nhưng đã được nhiều dân tộc chấp nhận trong vòng hai thế kỷ qua. Thường thì thuật ngữ "Anh-điêng" không bao gồm các dân tộc ở vùng Bắc Cực của châu Mỹ, chẳng hạn như người Aleut, người Inuit và người Yupik. Những dân tộc này đến châu Mỹ muộn hơn hàng nghìn năm sau các cuộc di cư cổ; họ sở hữu nhiều đặc điểm di truyền và văn hóa tương đồng với các thổ dân vùng Viễn Đông Nga cận Bắc Cực của châu Á. Tuy vậy, những nhóm này dù sao cũng được coi là "các dân tộc bản địa châu Mỹ".

## Lịch sử

### Cuộc định cư châu Mỹ

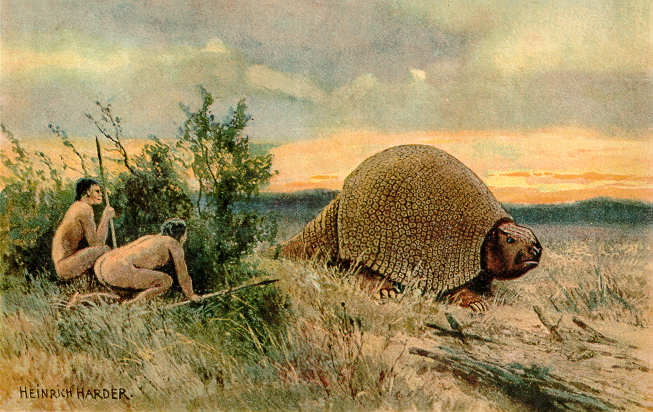
Tranh vẽ người Anh-điêng cổ đang rình săn một con glyptodon

Các chi tiết cụ thể về cuộc di cư sang châu Mỹ và sự bành trướng của người Anh-điêng Cổ khắp châu lục (ví dụ như niên biểu và tuyến đường di cư) vẫn đang trong quá trình nghiên cứu và thảo luận. Dựa trên các bằng chứng khảo cổ và di truyền học, châu Mỹ là lục địa cuối cùng mà con người chinh phục. Trong giai đoạn băng hà Wisconsin (50–17.000 năm trước), mực nước biển triệt thoái làm lộ ra cây cầu đất liên lục địa Beringia nối Siberia với Alaska. Alaska là một refugium băng hà vì lượng tuyết rơi ở đây thấp, có thể hỗ trợ một lượng dân cư nhỏ sinh sống. Dải băng Laurentide bao trùm hầu hết Bắc Mỹ, cầm chân các nhóm người du mục ở Alaska (phía Đông Beringia) trong hàng nghìn năm.
Các nghiên cứu di truyền cho thấy rằng những cư dân đầu tiên của châu Mỹ là hậu duệ của một quần thể tổ tiên duy nhất (founding population), phát triển biệt lập, được phỏng đoán là ở Beringia. Sự cô lập của những dân tộc này ở Beringia có lẽ kéo dài từ 10–20.000 năm. Khoảng 16.500 năm trước, các sông băng bắt đầu tan chảy, cho phép con người di chuyển về phía nam, phía đông vào Canada và xa hơn nữa. Những cộng đồng tiến vào Bắc Mỹ được cho là đã bám theo những đàn động vật lớn thế Canh Tân di cư sang châu Mỹ, dọc theo các hành lang không bị đóng băng xen giữa dải băng Laurentide và dải băng Cordilleran.
Một tuyến di cư khác của con người cũng được các nhà khoa học đề xuất - đi trên đất liền hoặc chèo thuyền mộc - men theo bờ Tây Bắc Thái Bình Dương xuống phía nam, đến tận Nam Mỹ. Ta chưa thể chứng minh giả thuyết này vì các bằng chứng khảo cổ, nếu thực sự tồn tại, thì cũng đã bị nhấn chìm dưới đáy biển do mực nước biển toàn cầu đã dâng 120 mét kể từ kỷ băng hà cuối cùng.
Khoảng thời gian con người tới được châu Mỹ từ 40.000–16.500 năm trước vẫn còn gây tranh cãi và có lẽ vẫn sẽ bị bỏ ngỏ trong nhiều năm tới. Một số điểm đồng thuận trong cộng đồng khoa học hiện nay bao gồm:
- Bắt nguồn từ Nam Siberia (báo cáo nghiên cứu ADN vào năm 2012 xác định quê hương là Cộng hòa Altai hiện đại, với sự phân tách dân cư diễn ra cách đây 20.000-25.000 năm)[57]
- Sự cư trú rộng rãi ở châu Mỹ vào cuối thời kỳ băng hà cuối cùng, chính xác hơn gọi là Cực đại băng hà cuối cùng, diễn ra cách đây khoảng 16.000–13.000 năm.

Các công cụ bằng đá, đặc biệt là mũi phóng và dụng cụ nạo, là bằng chứng cơ bản về hoạt động của con người ở châu Mỹ. Các nhà khảo cổ học và nhân chủng học đã nghiên cứu sự khác biệt giữa các công cụ làm bằng gốm thủ công để phân loại các thời kỳ văn hóa. Nền văn hóa Clovis là nền văn hóa Cổ Anh-điêng sớm nhất ở châu Mỹ, xuất hiện vào khoảng 11.500 RCBP (năm cácbon phóng xạ BP), tương đương với 13.500-13.000 năm trước theo lịch.
Vào năm 2014, hài cốt của một đứa trẻ sơ sinh được chôn cất với một số đồ tạo tác văn hóa Clovis 12.500 tuổi từ Montana được giải trình ADN nhiễm sắc thể thường. Đứa bé được đặt tên là Anzick-1, được tìm thấy tại Di chỉ chôn cất Anzick Clovis ở Montana, Hoa Kỳ. Dữ liệu chỉ ra rằng cá nhân này có quan hệ di truyền với các quần thể bản địa hiện tại ở Bắc Mỹ. Tuy nhiên, ADN của nó trùng với tổ tiên của các quần thể bản địa ở Trung và Nam Mỹ. Chứng minh rằng có một sự tách biệt sớm giữa các dân tộc Bắc Mỹ và các dân tộc Trung-Nam Mỹ. Giả thuyết cho rằng các cuộc xâm lược của văn hóa Clovis đã lấn át hoặc đồng hóa những dân tộc di cư trước đó vào châu Mỹ hiện đã bị bác bỏ. Hài cốt của đứa trẻ được trao trả về Motana và được người bản địa tái chôn cất.
Bộ xương của một thiếu nữ (được đặt tên là 'Naia' theo tên một nữ thủy thần trong thần thoại Hy Lạp) được khai quật vào năm 2007 ở hang chìm Sistema Sac Actun tại bán đảo Yucatán phía đông Mexico. ADN của cô đã được chiết xuất và tính niên đại. Hài cốt này đã 13.000 năm tuổi và được coi là bộ xương người nguyên vẹn về mặt di truyền lâu đời nhất từng được tìm thấy ở châu Mỹ. ADN ty thể của cô gái chỉ ra "có nguồn gốc châu Á", cũng có thể được thấy trong các quần thể người Mỹ bản địa hiện đại.
Hài cốt của hai trẻ sơ sinh được tìm thấy tại di chỉ sông Upward Sun có niên đại khoảng 11.500 năm trước. Bằng chứng di truyền của chúng cho thấy rằng quần thể người Mỹ bản địa được nghiên cứu có nguồn gốc từ một quần thể sáng lập duy nhất, tách ra từ quần thể gốc Đông Á-Basal ở Đông Nam Á lục địa khoảng 36.000 năm trước, cùng thời điểm với những người Jōmon tách ra khỏi quần thể Đông Á-Basal, có lẽ cùng thời điểm với tổ tiên người Mỹ bản địa hoặc thuộc một làn sóng mở rộng khác biệt. Các tác giả cũng cung cấp bằng chứng cho thấy các nhánh cơ bản phía bắc và phía nam của thổ dân châu Mỹ đã phân kỳ khoảng 16.000 năm trước. Một mẫu vật người Mỹ bản địa lấy từ Idaho 16.000 năm TCN, có hộp sọ tương tự như người Mỹ bản địa hiện đại và cư dân Siberia Cổ, mang gien gần giống với người Đông Âu-Á và cho thấy mối quan hệ cao với người Đông Á đương thời, cũng như các mẫu từ thời kỳ Jōmon của Nhật Bản. Các nhà nghiên cứu tin rằng điều này xác nhận "bằng chứng về di sản di truyền được chia sẻ giữa các dân tộc cuối thế Canh Tân ở miền bắc Nhật Bản và Bắc Mỹ."

### Thời kỳ tiền Columbus

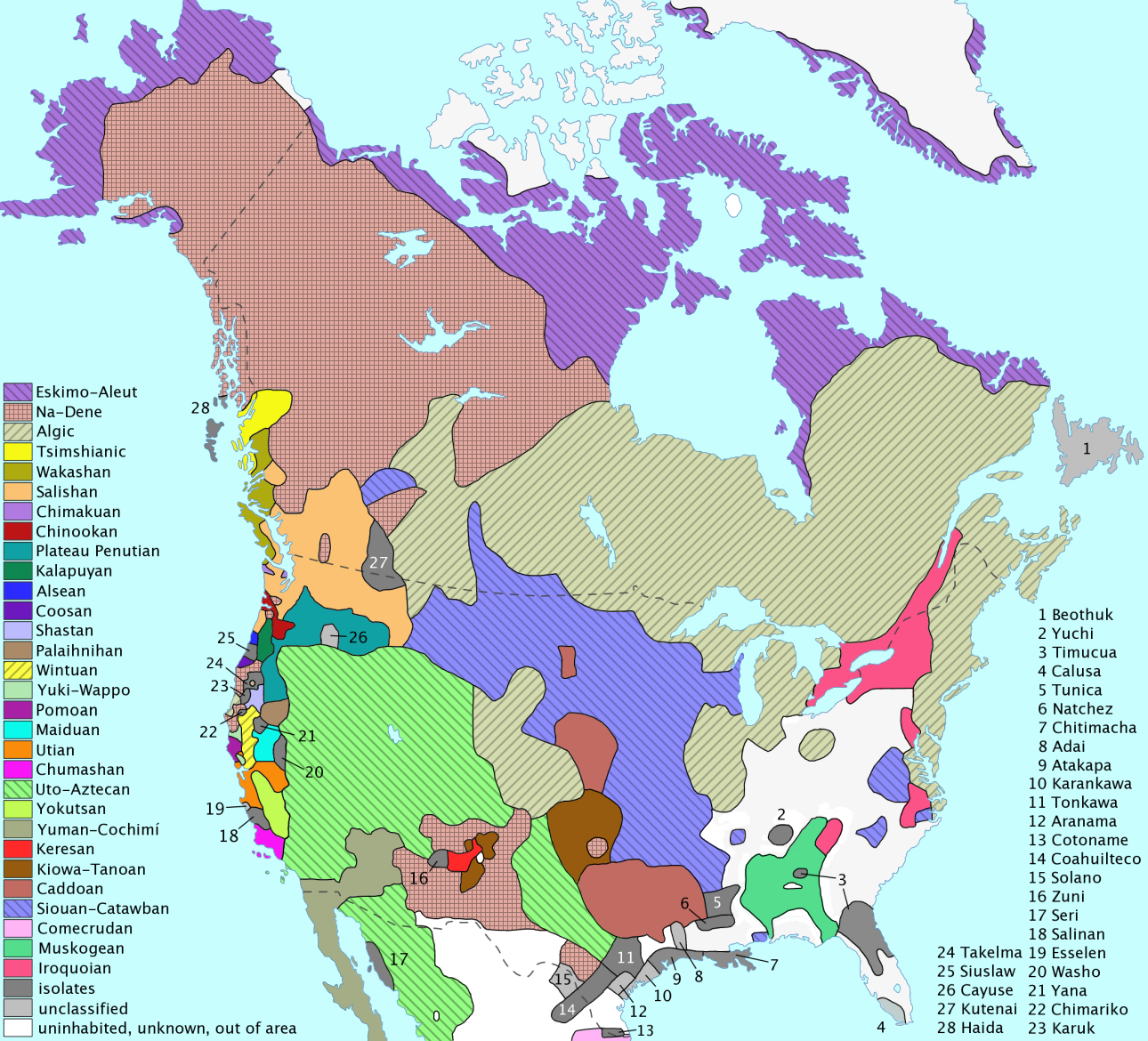
Các ngữ hệ bản địa Bắc Mỹ phân bố ở Canada, Greenland, Hoa Kỳ, và miền Bắc Mexico

Thời kỳ tiền Columbus đề cập đến tất cả các phân chia thời kỳ trong lịch sử và tiền sử của châu Mỹ trước khi người Âu và Phi có ảnh hưởng đáng kể lên châu Mỹ, kéo dài từ thời kỳ con người đặt chân đến tới thời kỳ đồ đá cũ Thượng rồi tới thời thuộc địa của châu Âu.

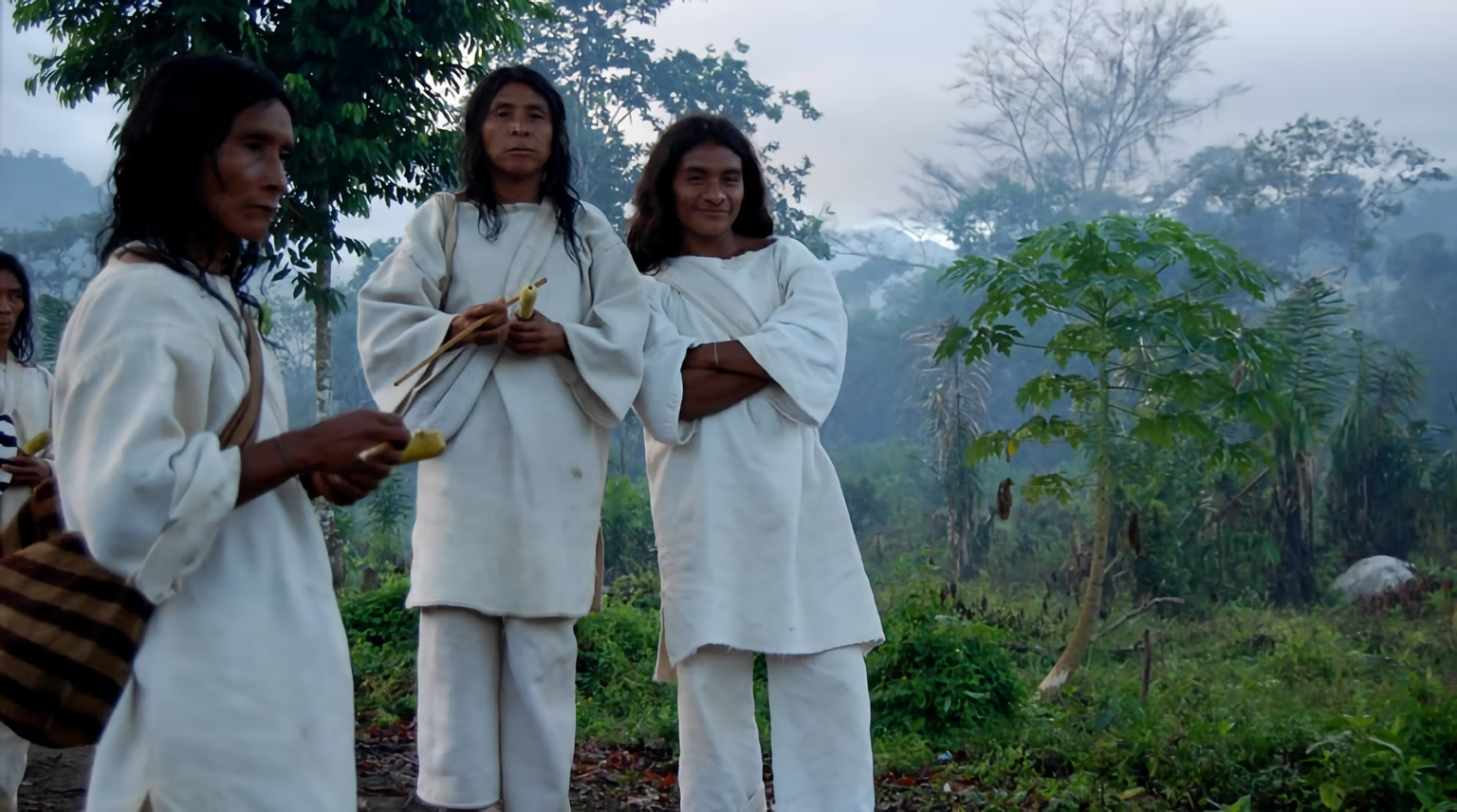
Người Kogi, hậu duệ của người Tairona, là một văn hóa biệt lập, hầu như mang đậm yếu tố tiền Columbus. Người Tairona có vẻ như là nền văn minh Andes duy nhất không hoàn toàn bị đồng hóa và chinh phục.

Thuật ngữ có vẻ như chỉ khoảng thời gian trước các chuyến hải hành của Christopher Columbus từ 1492 đến 1504, nhưng trên thực tế, thuật ngữ này bao gồm lịch sử của các nền văn hóa bản địa trước khi người châu Âu chinh phục hoặc ảnh hưởng đáng kể đến họ. Thuật ngữ "Tiền-Columbus" được sử dụng đặc biệt thường xuyên trong các cuộc thảo luận học thuật về các xã hội bản địa Trung Bộ châu Mỹ trước các cuộc tiếp xúc, bao gồm: Olmec; Toltec; Teotihuacan; Zapotec; Mixtec; các nền văn minh Aztec và Maya; cùng các nền văn minh phức tạp ngự ở dãy Andes: Đế quốc Inca, văn hóa Moche, Liên minh Muisca và Cañari.
Nền văn minh Norte Chico (ở Peru ngày nay) là 1 trong 6 nền văn minh nguyên thủy của thế giới, phát sinh độc lập cùng thời với nền văn minh Ai Cập. Nhiều nền văn minh tiền Colombus sau này đạt được sự phức tạp lớn, nổi bật với các khu định cư đô thị, nông nghiệp, kỹ thuật, thiên văn học, thương mại, kiến trúc hoành tráng, và hệ thống phân tầng xã hội phức tạp. Một số nền văn minh đã tàn lụi từ lâu trước cả thời của người châu Âu và châu Phi đến được lục địa (khoảng cuối thế kỷ 15 - đầu thế kỷ 16), và chỉ được biết đến qua lịch sử truyền miệng và các cuộc điều tra khảo cổ. Những dân tộc khác sống ở thời kỳ tiếp xúc và thuộc địa, đã được ghi chép vào sử sách. Một số ít, chẳng hạn như các dân tộc Maya, Olmec, Mixtec, Aztec và Nahua, có hệ chữ viết của riêng họ. Tuy nhiên, hầu hết những ghi chép của người bản địa về truyền thống, văn hóa, tôn giáo và lịch sử của họ đã bị người châu Âu thiêu đốt. Chỉ có một số tài liệu được giấu kín còn tồn tại, để lại cho các nhà sử học hiện nay một tia sáng nhỏ nhoi về văn hóa và kiến thức cổ đại đã mất từ lâu.
Theo các sử liệu của người bản địa và người châu Âu, các nền văn minh Châu Mỹ trước đó và vào thời điểm tiếp xúc đã đạt được nhiều thành tựu lớn. Ví dụ, người Aztec đã xây dựng một trong những thành phố lớn nhất thế giới, Tenochtitlan (bị phá hủy trong cuộc vây hãm năm 1521 và thay thế bằng thành phố Mexico) với dân số ước tính vào tầm 200.000 và họ cai trị đế quốc rộng lớn với 5 triệu người sinh sống. Để đối chiếu, các thành phố lớn nhất ở châu Âu vào thế kỷ 16 là Constantinople và Paris với dân số lần lượt là 300.000 và 200.000. Dân số ở London, Madrid và Rome bấy giờ không vượt quá 50.000 người. Năm 1523, trong cuộc chinh phục Tân Thế giới của Tây Ban Nha, toàn bộ dân số nước Anh chỉ dưới 3 triệu người. Thực tế này nói lên mức độ tinh vi của nền nông nghiệp, bộ máy chính phủ và pháp quyền tồn tại ở Tenochtitlan, đòi hỏi để quản lý một lượng công dân lớn như vậy. Các nền văn minh bản địa cũng khám phá ra nhiều điều trong thiên văn học và toán học, bao gồm tạo ra loại lịch chính xác nhất trên thế giới. Việc thuần hóa ngô cần một quá trình lai tạo chọn lọc hàng nghìn năm, và việc tiếp tục trồng trọt chúng được thực hiện với quy hoạch và chọn lọc, thường là bởi phụ nữ.

### Thời kỳ thực dân châu Âu
Công cuộc thuộc địa hóa châu Mỹ của người Âu đã thay đổi cuộc sống và nền văn hóa của các dân tộc bản địa gốc. Mặc dù ta không biết dân số chính xác thời kỳ tiền thuộc địa của châu Mỹ, các học giả ước tính rằng dân số bản địa đã giảm từ 80% đến 90% trong những thế kỷ đầu của cuộc tiếp xúc với người châu Âu. Phần lớn sự suy vong dân số này là do các loại bệnh Á-Âu mới du nhập vào châu Mỹ. Dịch bệnh đậu mùa, sởi, và dịch tả từ thực dân châu Âu mang sang đã tàn phá dân cư bản địa.
Sự lây lan của các bệnh truyền nhiễm ban đầu rất chậm, vì hầu hết người châu Âu không bị lây nhiễm chủ động hoặc rõ ràng, do khả năng miễn dịch thừa hưởng từ các thế hệ trước đó tiếp xúc với các bệnh này ở châu Âu. Điều này đã thay đổi khi người châu Âu bắt đầu buôn người với số lượng lớn từ Tây và Trung Phi làm nô lệ sang châu Mỹ. Giống như các dân tộc bản địa, những người châu Phi này mới tiếp xúc với các bệnh châu Âu, thiếu sức đề kháng đối với các bệnh của châu Âu. Năm 1520, một người châu Phi bị nhiễm bệnh đậu mùa đến Yucatán. Tới năm 1558, căn bệnh này đã lan rộng khắp Nam Mỹ và đến lưu vực sông Plata. Các chiến dịch quân sự của châu Âu đã làm tăng thêm thiệt hại về nhân mạng. Thực dân châu Âu còn khơi mào nhiều cuộc tàn sát đối với các dân tộc bản địa và bắt họ làm nô lệ. Theo Cục điều tra dân số Hoa Kỳ (1894), các cuộc chiến tranh da đỏ ở Bắc Mỹ vào thế kỷ 19 đã cướp đi sinh mạng của khoảng 19.000 người châu Âu và 30.000 người Mỹ bản địa.
Nhóm bản địa đầu tiên mà Columbus gặp gỡ là 250.000 người Taínos của Hispaniola, đại diện cho nền văn hóa thống trị ở Đại Antilles và Bahamas. Trong vòng ba mươi năm, khoảng 70% dân số Taínos đã chết. Họ không có khả năng miễn dịch đối với các bệnh châu Âu, vì vậy các đợt bùng phát bệnh sởi và đậu mùa đã tàn phá dân số của họ. Một đợt bùng phát như vậy xảy ra trong một trại nô lệ Châu Phi, bệnh đậu mùa lây lan sang người Taíno gần đó khiến 50% dân số thiệt mạng. Người Taínos liên tục nổi dậy chống lại lao động cưỡng bức, bất chấp các biện pháp do encomienda (một kiểu thái ấp, cho phép một địa chủ Tây Ban Nha sở hữu và bóc lột lao động bản địa trong đất của người đó) đưa ra để giáo dục tôn giáo và bảo vệ các bộ lạc khỏi chiến tranh,  cuối cùng dẫn đến cuộc đại khởi nghĩa của người Taíno (1511–1529).

## Tình trạng hiện tại
Hiện nay, dân tộc da đỏ chiếm khoảng 1% dân số Hoa Kỳ. Họ sống ở những vùng có điều kiện tự nhiên rất khó khăn, như: các vùng núi cao, khô hạn ở phía Tây. 

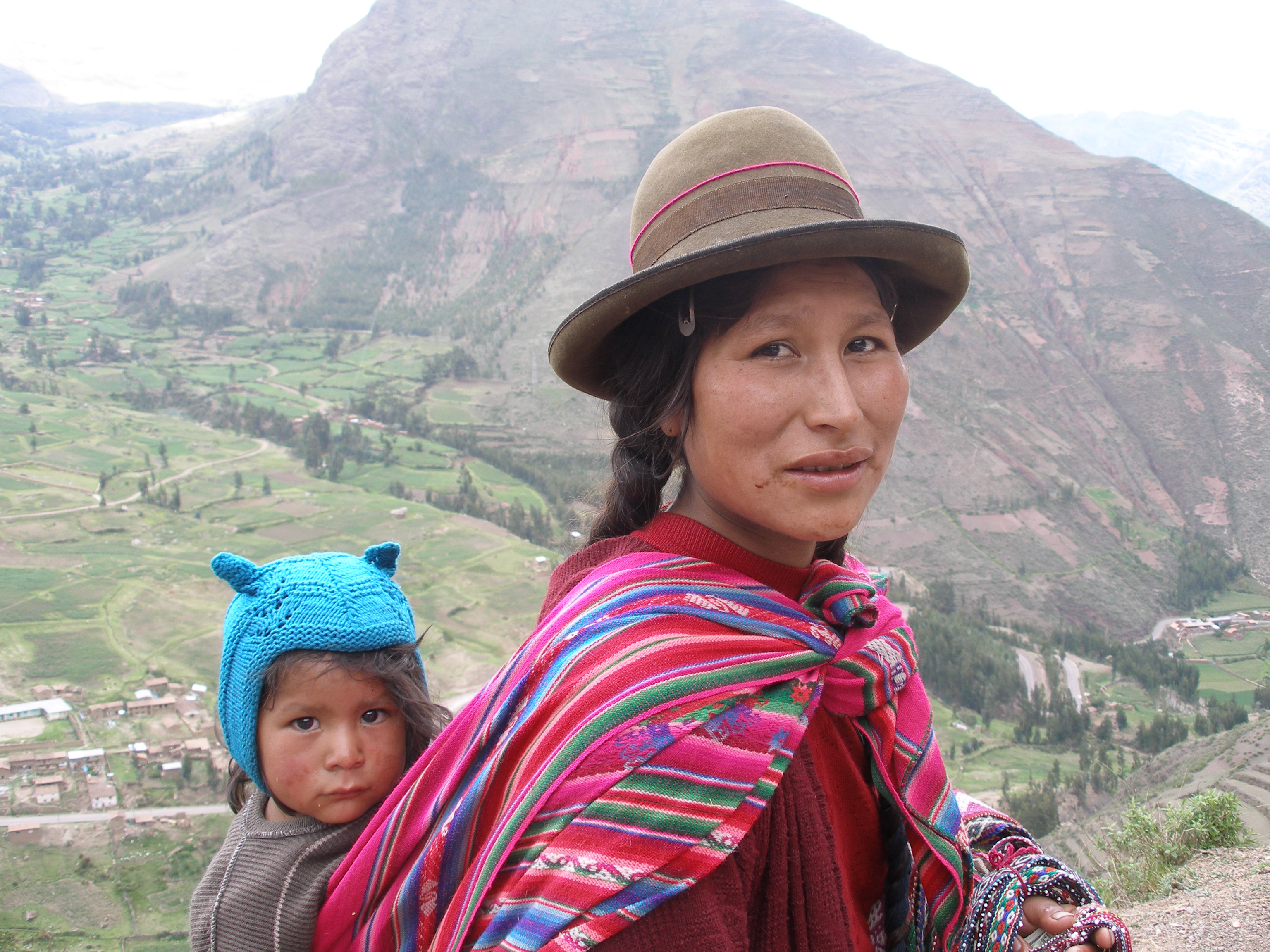
Một phụ nữ người Quechua cõng con ở Thung lũng Urubamba (Thung Lũng Thiêng), Andes, Peru